# João José da Mota e Albuquerque
João José da Mota e Albuquerque (* 27. März 1913 in Recife, Pernambuco, Brasilien; † 12. September 1987) war Erzbischof von São Luís do Maranhão.

## Leben
João José da Mota e Albuquerque empfing am 28. April 1935 das Sakrament der Priesterweihe.
Am 4. Januar 1957 ernannte ihn Papst Pius XII. zum ersten Bischof von Afogados da Ingazeira. Der emeritierte Bischof von Nazaré, Ricardo Ramos de Castro Vilela, spendete ihm am 28. April desselben Jahres die Bischofsweihe; Mitkonsekratoren waren der Bischof von Niterói, Carlos Gouvêa Coelho, und der Bischof von Campina Grande, Otàvio Barbosa Aguiar.
Papst Johannes XXIII. ernannte ihn am 28. Februar 1961 zum Bischof von Sobral. Am 28. April 1964 bestellte ihn Papst Paul VI. zum Erzbischof von São Luís do Maranhão. Papst Johannes Paul II. nahm am 20. März 1984 das von João José da Mota e Albuquerque vorgebrachte Rücktrittsgesuch an.
João José da Mota e Albuquerque nahm an allen vier Sitzungsperioden des Zweiten Vatikanischen Konzils teil.